# Молоденка
Молоденка — упразднённая деревня в Вологодском районе Вологодской области. Исключена из учётных данных в 2024 году.
Входит в состав Сосновского сельского поселения, с точки зрения административно-территориального деления — в Сосновский сельсовет.

## География
Расстояние по автодороге до районного центра Вологды — 25,5 км, до центра муниципального образования Сосновки — 6 км. Ближайшие населённые пункты — Починок-1, Мормужево, Ершово.

## Население
| 2010 |
| ---- |
| 0    |

По данным переписи в 2002 году постоянного населения не было.